# 阿迪朗达克岩石
阿迪朗达克岩石（Adirondack）是火星探测车“勇气号”第一块目标岩石的昵称。科学家们在考虑了另一块叫“生鱼片”（Sashimi）的岩石后，才选择阿迪朗达克岩作为“勇气号”的首个目标，因为它与探测车距离更短且方向更直。2004年1月18日，就在它从着陆器上成功落地后的第三天，“勇气号”穿过古瑟夫撞击坑沙地，抵达这块足球般大小的岩石前面。
科学家们以纽约州阿迪朗达克山脉名称命名了这块棱角分明的岩石。
“阿迪朗达克”这一名字是莫霍克语“拉蒂伦塔克斯”（ratirontaks）的英文化，意思是“吃树人”，是莫霍克人历史上对阿迪朗达克山讲阿尔冈琴语部落的一种贬称。饥荒时，阿尔冈琴人会采食树芽和树皮。

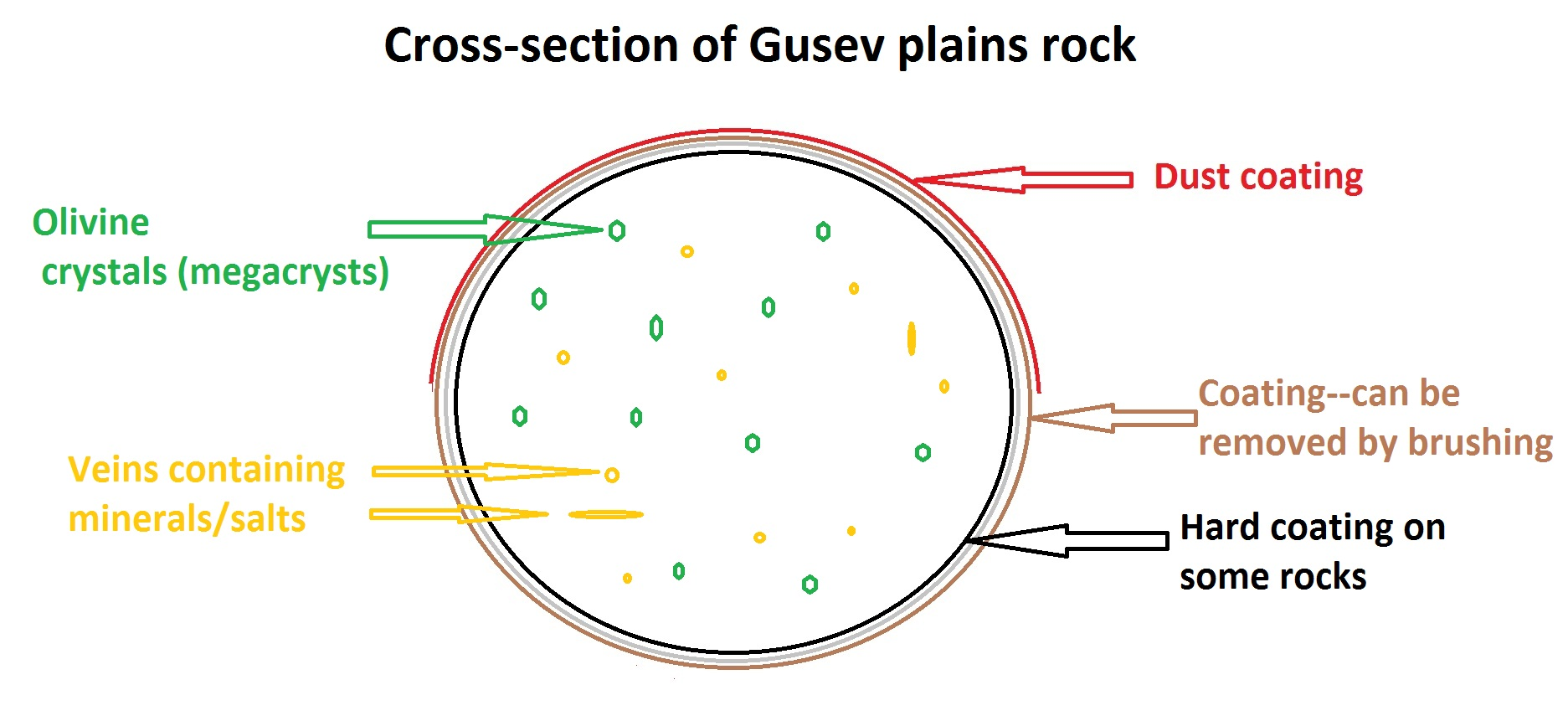
古瑟夫撞击坑平原上典型岩石的横截面—大多数岩石都含有一层可见到的尘埃—水沉积纹理。

由于平坦、无尘的表面非常适合研磨，该岩石被选为“勇气号”的第一个目标，清洁的表面也能更好地检查岩石的表层。2004年1月22日，“勇气号”在探测器出现计算机和通信问题前一天也传回了所拍摄的阿迪朗达克岩显微图像和穆斯堡尔光谱仪读数。这两项都是对另一颗星球上任何岩石都未有的史无前例的勘查。显微图像显示阿迪朗达克是一种坚硬的晶体岩石，而电磁波谱中大大小小的峰值表明，岩石中的矿物包含橄榄石、辉石和磁铁矿等，这些都是地球上火山玄武岩中常见的成分。
阿迪朗达克岩是平原上其他岩石的典型代表，“勇气号”火星车上的仪器确定，阿迪朗达克岩和平原上的其他岩石都含有辉石、橄榄石、斜长石和磁铁矿等矿物，这些岩石可用不同的方式分类。矿物的数量和类型使岩石成为原始玄武岩-也被称作“苦橄玄武岩"，这些岩石类似于被称为玄武质科马提岩的古代陆生岩石。平原上的岩石也类似于来自火星的玄武质休格地陨石。 一种在图表上比较碱元素和二氧化硅数量的分类系统，在该系统中，古瑟夫平原上的岩石位于玄武岩、苦橄玄武岩和碱玄岩交界处附近，欧文·巴拉格分类称之为玄武岩。
由于它们较软，含有浅色物质（可能是溴化合物）纹理以及覆盖层或外壳，可能有一层薄水膜，所以，阿迪朗达岩克的变化非常轻微。据认为，少量的水可能进入裂缝，引起矿化过程。平原岩石上的覆盖层（也称作”涂层“）可能是岩石在被掩埋并与水和尘埃薄膜相互作用时产生的。它们已被改变的一个迹象是，与地球上发现的相同类型岩石相比，研磨这些岩石更容易。

## 另请查看
- 埃俄利斯区
- 火星成分
- 火星岩石列表
- 来自火星探测车的科探信息